# ماريون بارني
ماريون بارني (بالإنجليزية: Marion Barney)‏ هي ممثلة أمريكية، ولدت في 1879، وتوفيت في 1968.

## وصلات خارجية
- ماريون بارني على موقع IMDb (الإنجليزية)
- ماريون بارني على موقع قاعدة بيانات برودواي على الإنترنت (الإنجليزية)